# ウチの場合は
『ウチの場合は』（ウチのばあいは）は、森下裕美による日本の漫画作品。『毎日新聞』夕刊（夕刊のない地区は朝刊統合版）に連載中の漫画。

## 概要
大門一家を中心とした4コマ漫画。新聞漫画としては珍しく、吹き出しが活字になっているのが特徴である。
当初は2001年（平成13年）6月に中断した加藤芳郎『まっぴら君』のリリーフとして、2002年（平成14年）1月4日より掲載。同年11月、正式な連載作品に昇格。なお、不定期で長期休載をすることがある。2019年（令和元年）12月25日掲載分時点で5,000回。
単行本は毎日新聞社より刊行されているが、2012年7月の15巻以来、続刊は無い。
同じく夕刊に連載されている朝日新聞の『地球防衛家のヒトビト』、読売新聞の『オフィス ケン太』は統合版朝刊での連載はない。なお『地球防衛家のヒトビト』については2019年3月まで統合版朝刊にも連載されていた。

## 登場人物

### 大門一家
大門 バン（だいもん バン）
新潟県出身。広告代理店に勤めるお父さん。
食いしん坊でメタボリックと診断され、イクラやクリスマスケーキが食べられない。2007年（平成19年）1月22日から2月28日までの休載期間は、肥満治療のため、バンが入院していたことになっている。肥満対策の為にジョギングをすることがあるものの、サボったり長続きしなかったりと効果なし。
温厚だが、食べ物に関することではよく怒る。仕事に関してはかなり真面目。親切そうに見られていることに困惑している。
大門 キョウコ
京都府出身。専業主婦のお母さん。
短大を出ている（その後短大から大学に編入という過程を踏んでいるかは不明）。優しくて料理上手。京女らしいしたたかさを持っている。
大門 アサカ
小学5年生の長女。男勝りで我が強いしっかり者。
リボンやフリルのついた服が嫌い。怒りっぽいのか買ってもらったゲームを怒って壊したこともあり、性格からかクラス内で敵を作ってしまうこともある。裁縫や料理をすることがあるが、お世辞にも上手とは言い難い。花粉症でアトピー。信一と同じ空手教室に通う。カラーでの髪の色は初期では焦げ茶だったが、後に黒に統一されている。モデルは田中麗奈。
大門 ユウヤ
小学2年生の長男。睫毛が長く、かわいらしい風貌故に女の子とよく間違えられる。
かわいいと言われることを嫌っているが、キョウコからだけは例外。温和な性格で気が利く為に周囲とは仲良く付き合えるタイプ。ミカからは「ハンサムで優しい男の子」と認識されている。左利き。2007年（平成19年）4月頃からは少年野球に入団していることがうかがえる。
モアちゃん
バンに拾われてきて、そのまま大門家の飼い犬となった小型の雑種犬。
ブサかわいい風貌で、「モアー」と鳴く。かなりの大食いで果物や野菜も食べる。太りすぎでダイエットを命じられたこともある。短気な上に嫉妬深く、根に持つ所がある。近所の犬たちからはあまり好かれていない。初期には跳ねながら移動していた。
おじさん
バンの弟。かつてキョウコに間違われたほど兄に顔が似ている（バンが髭を伸ばしたのも、弟と間違われないため）。
アサカ達に慕われているように見えるが、実はおみやげを持ってくるからというだけのことである。ナツコに思いを寄せているフシがある。
京都のおじいちゃん
キョウコの父。骨董屋を営む。
京都のおばあちゃん
キョウコの母。回りくどい物言いをする。
新潟のおじいちゃん
バンの父。
新潟のおばあちゃん
バンの母。
バンが幼い頃、抱きかかえようとして腰を患った過去がある。
修ちゃん
ユウヤのまたいとこ。ややスレた性格。
修ちゃんのママ
いつも息子のスレた言動に困惑している。

### マンションの住人
モモコさん
キョウコの友人。
子供の頃からかなりの老け顔で、今に至るまで同じ顔をしているが、実年齢は意外と若い。
モモコさんの夫
レストランのシェフを務める。
ミトちゃん
関取風の顔立ちの健康優良児な女の子。体格はかなり大きい。
食べることが大好きで、サンマをきれいに食べることができるほど箸の使い方がうまい。
5歳児だが、既にユウヤよりも強く、腕相撲が強い子として認知されている。お雛様を壊してしまい、写真しか飾られていない。薄々、自分の風貌に対してコンプレックスを持ちつつある。
作中にて成長、加齢が描かれている唯一の登場人物。連載開始当初は母親のお腹の中だった。
ミカさん
ミトちゃんのママ。
美人だが、幼い頃はミトちゃんそっくりだったらしい。体力は夫以上。
ミトちゃんのパパ
体力は妻よりも劣る。時折、娘に翻弄されている。
内藤さん
生活情報誌のライター。大門家の上の階に夫と住む。
料理など家事も下手。ズボラで部屋中、ゴミだらけであったが、バナナちゃんを飼うことになった途端に生活態度が一変する。
内藤さんの夫
おそらくサラリーマン。
ズボラな妻に代わって部屋を掃除することが多いが、自身も人のことが言えない部分がある。
バナナちゃん
内藤さんが取材先の交換会で一目ぼれして飼うことになった斑模様の日本テリア。
非常に活発な性格で、ウサギのように飛び跳ねて移動し、寝ていても尻尾を激しく振る。
日本テリアの特徴であるガングロのため、作中では顔が塗りつぶされており、表情は描かれない。
大家さん（妻）
60歳代の女性。
しっかり者で、ダラダラしている夫と飼い犬に困り果てている。
大家さん（夫）
定年退職したとみられる初老の男性で、いつもダラダラしているが、ごく稀に行動的になることもある。
マフちゃん
大家さんの飼い犬。飼い主に良く似て大人しい性格のマスティフ。モアちゃんとは仲良し。

### 学校関係者
小坂先生
ユウヤのクラスの担任。
童顔で周囲からよく小学生に間違われるが、自身も子供っぽい部分が多い。校長の担任の生徒だった。
桜井先生
アサカのクラスの担任。オールドミスの悲哀を漂わせる眼鏡をかけた女性。
しっかりしていそうに見えるが、意外とだらしなく、炊事などは苦手な模様。容貌に関しても衰えを自覚している。
校長先生
小学校の校長先生。初老の女性。小坂先生の恩師でもある。

### アサカの友人たちとその家族
ミホ
アサカの友人。バレエを習っており、男勝りのアサカとは対照的に、女の子らしい雰囲気の持ち主。
体つきも連載初頭から現在にかけて女性らしくなってきており、スタイルはかなり良い。賑やか過ぎる両親に悩まされているが、そんな両親にブランド物のバッグなど高いものをプレゼントしてもらおうと考えていることもある。
ミホのパパ
あまりにも賑やかすぎて、娘を困らせている。
娘の姿をビデオに撮ることが好き。
ミホのママ
夫と同様、非常に賑やかな人。娘の姿をビデオに撮ることが好き。
吉田 フミエ
アサカの友人。年齢以上に大人っぽく見える。
肩凝りをするらしく、週に二度マッサージに通っているので、マッサージがうまい。
竹本
アサカのクラスの男子。
眼鏡をかけた少年で、塾通いをしている。アサカと同じ班で、意外と仲がいい。
吉本
アサカのクラスの男子。
二枚目風だが、自意識過剰。
トモくん
アサカに密かに想いを寄せ、彼女に良く似たキャラクターグッズを持っている。
スズコ
アサカのクラスメイト。
アサカと仲良くなりたいと何かと策を巡らすが、その度に挙動不審な行動になる。

### ユウヤの友人たちとその家族
信一
ユウヤの友人。
賢いが鈍臭く、少々スレたところがある。父親は単身赴任。パソコンが得意。アサカと同じ空手教室に通い、ユウヤと同じ少年野球チームに所属。戦国武将好き。ドンちゃんという犬を飼っている。
信一のママ
顔立ちは息子似。
寝相がかなり悪い。よくテレビゲームをやっている。職業はファッションデザイナー。
信一のパパ
単身赴任で、あまり帰らない。やや太め。
ドンちゃん
信一一家の飼い犬。モアと仲がいい。
大地
ユウヤの友人。
ダイエットに成功した父親がいる。父親の無精ヒゲに頬ずりするのが好き。
大地のパパ
かつてはバンと同じくらいに太っていたが、見事にダイエットに成功した。
いろいろダイエット食品を持っている。キャッチボールをしているときに腰を患ったことがある。
加藤
ユウヤの友人。良く似た風貌の家族がいる。兄弟が多い。

### バンの会社の人々
部長
非常にアバウトで管理調整能力に乏しく、記憶力も悪いので、周囲をよく混乱に陥れる。
基本的にボケ役だが、稀にバン達部下に対して突っ込み役に回ることも。企画力は優れている様子。仕事面での部下の成長を心から喜んでいる一面も。
『ここだけのふたり!!』後期に登場したランスロットの飼い主の夫のマイナーチェンジキャラクター。
高山
バンの部下の若手社員。
細いが、実は柔道のインターハイ準優勝経験あり。中途半端な性格。女運の悪さをよく嘆いている。
小泉
バンの部下の新入社員。
几帳面だがやや気弱。タラコ唇が特徴。家では生で野菜をかじっている。アニメ好きという意外な一面も。
ケイコ
バンの会社の若いOL。かなりのおバカキャラクター。
麻衣
バンの会社の若いOL。おそらく小泉と同期?天然ボケ。

### ご近所の人々
ウンチクおじさん
職業不明の中年男性。
博識で、いつもウンチクを垂れて説明してくれる。怖いものが苦手?
喫茶店のマスター
近所の喫茶店のマスター。独身。
禿頭で小柄な風采だが、意外としっかりしている。
チャールズ先生
英会話教室とダンス教室を開いている英国人男性。
しかし浅草在住20年。時折江戸っ子風の言葉を話す。
ナツコ
喫茶店のウェイトレス。しかし本人は非常に料理が下手。
細川先生
アサカと新一が通う空手教室の先生。
本職はアトラクションの役者。しかし体力はあるとは言いがたい。
イチロー
喫茶店のアルバイト。イケメンだが、かなりの天然である。